# Suchtstoff
Als Suchtstoffe (engl. narcotic drugs; auch als Betäubungsmittel übersetzt) werden im Einheitsabkommen über die Betäubungsmittel von 1961 Substanzen aufgelistet, deren Missbrauch ein Übel für das Individuum darstelle und mit sozialen und ökonomischen Gefahren für die Menschheit befrachtet sei (Präambel).
Die Liste der Suchtstoffe wird in der Konvention über psychotrope Substanzen von 1971 mit den synthetischen Drogen (engl. synthetic drugs)  bzw. psychotrope Substanzen  (engl. psychotropic substances) und im Wiener Übereinkommen von 1988 mit Chemikalien (engl. precursor chemicals; sog. Vorläuferstoffe), die zur illegalen Herstellung dieser Drogen dienen, erweitert. Die Vertragsstaaten verpflichten sich, die legale Verwendung von Suchtstoffen (z. B. Schmerzmitteln) zu medizinischen und wissenschaftlichen Zwecken zu kontrollieren. Sie erstatten darüber dem Internationalen Suchtstoffkontrollrat (International Narcotics Control Board; INCB) regelmäßig Bericht.
Die folgenden drei Listen werden vom Suchtstoffkontrollrat als Mittel zur Identifikation der in den UN-Konventionen aufgeführten Substanzen herausgegeben. Sie enthalten zudem Informationen für die Regierungen zum Ausfüllen der INCB-Fragebogen.

## Gelbe Listeder organischen Suchtstoffe
Mit dem Protokoll von 1931 war die Zahl der kontrollierten Suchtstoffe auf den Schlafmohn, den Kokabusch und die Hanfpflanze beschränkt. Die Entwicklung der pharmazeutischen Industrie in den 1930er Jahren brachte die Herstellung von synthetischen Substanzen im Labor mit sich. Zum Schutz der Gesellschaft vor der Gefahr dieser Substanzen wurden sie im Protokoll von 1961 unter internationale Kontrolle gestellt.
- Drogenhanf (Cannabis)
- Fentanyl
- Kokablätter
- Kokain
- Heroin (Diacetylmorphin, Diaphin)
- Methadon
- Morphine
- Opium

usw.

## Grüne Listeder psychotropen Substanzen
Mit dieser Erweiterung reagierte der Suchtstoffkontrollrat auf die Diversifizierung und Expansion des Drogenspektrums. Die synthetischen Drogen auf dieser Liste wurden einerseits aufgrund ihres Missbrauchpotentials und anderseits aufgrund ihres therapeutischen Wertes ausgewählt.
- Amphetamine
- 3,4-Methylen-Dioxy-Methamphetamin (Ecstasy/MDMA)
- Methylphenidate (Ritalin)
- Lysergide (LSD)

usw.

## Rote Listeder Chemikalien, für die illegale Herstellung dieser Drogen
- Aceton
- Ephedrin
- Kaliumpermanganat
- Methylbenzol
- Narkoseaether

usw.

## Kritik an den Einteilungskriterien
Die Einstufung der Substanzen in die Risikobereiche wurde kritisiert, weil das System nicht berücksichtigt, dass aus weniger risikoreichen Substanzen risikoreichere hergestellt werden können.  Auch wurde bemängelt,  dass Alkohol und Tabak am wenigsten kontrolliert werden, obschon sie im Vergleich die höchste Rate an durch sie verursachte Todesfällen und Krankheiten aufweisen.